# Pseudocoladenia
Pseudocoladenia is een geslacht van vlinders van de familie dikkopjes (Hesperiidae), uit de onderfamilie Pyrginae.

## Soorten
- P. fabia (Evans, 1949)
- P. pinsbukana Shimonoya & Murayama, 1976